# Vreemd getal
Een vreemd getal is een natuurlijk getal dat overvloedig is, maar niet semiperfect. Dit houdt in dat de som van de echte delers van een vreemd getal groter is dan het getal zelf, en dat van geen enkele deelverzameling van de echte delers de som van de elementen gelijk is aan het getal.
De benaming "vreemd" werd ingevoerd door Stan Benkoski in 1972.
Voorbeelden
- De echte delers van het getal {\displaystyle 70} zijn: {\displaystyle 1,2,5,7,10,14,35}.

Voor de som {\displaystyle s(70)=1+2+5+7+10+14+35=74} geldt {\displaystyle s(70)>70}. Dus het getal {\displaystyle 70} is een overvloedig getal.
Van geen enkele deelverzameling van {\displaystyle D=\{1,2,5,7,10,14,35\}} is de som van de elementen gelijk aan {\displaystyle 70}. Daarmee is {\displaystyle 70} geen semiperfect getal.
Conclusie: {\displaystyle 70} is een vreemd getal.
- De echte delers van het getal {\displaystyle 12} zijn: {\displaystyle 1,2,3,4,6}.

Voor de som {\displaystyle s(12)=1+2+3+4+6=16} geldt {\displaystyle s(12)>12}. Dus {\displaystyle 12} is een overvloedig getal.
Uit {\displaystyle D=\{1,2,3,4,6\}} en {\displaystyle D'=\{2,4,6\}} blijkt dat {\displaystyle 12} een semiperfect getal is.
Conclusie: 12 is geen vreemd getal.
Een primitief vreemd getal is een vreemd getal dat geen veelvoud is van een ander, kleiner, vreemd getal.
De eerste acht (primitieve) vreemde getallen zijn:
{\displaystyle 70,836,4030,5830,7192,7912,9272,10430}

## Eigenschappen
- Vreemde getallen zijn vrij zeldzaam. Nochtans zijn er oneindig veel vreemde getallen.
- De verzameling vreemde getallen heeft een asymptotische dichtheid die kleiner is dan {\displaystyle 0{,}0101}.[2]
- Het is niet bekend of er oneven vreemde getallen zijn; dit is een onopgelost vraagstuk. Paul Erdös loofde $10 uit voor de eerste ontdekking van een oneven vreemd getal, en $25 voor het eerste bewijs dat er geen oneven vreemde getallen bestaan.[1] Als ze bestaan, moeten ze groter zijn dan 1021.[2][4]